# 寄場組合
寄場組合（よせばくみあい）は、1827年（文政10年）に作られた組織。改革組合村とも。
貨幣経済の浸透により、在郷商人・地主の力が増大。これにより農民は土地を失って離村し、荒廃地が各地で増えた。没落農民が、特に北関東で多発したことで、江戸周辺の治安は悪化。無宿人・博徒と呼ばれる者が日に日に増えていった。幕府はこれを受けて1805年（文化2年）、関東取締出役（八州廻りとも言われる）を新設。勘定奉行の配下で代官所の手付・手代から選任され、水戸藩領を除く関八州を幕領・私領の別なく廻村し、目明かしを利用して犯罪人の逮捕に当たる。
この関東取締出役の、いわば補佐役として、1827年（文政10年）、幕領・私領の別なく近隣の村々で組合をつくって小惣代をおき、その組織をいくつかまとめて大惣代をおいて、共同して地域の治安・風俗の取締にあたらせる寄場組合をつくらせた。